# Poduchowny (Grabowiec)
Poduchowny – część wsi Grabowiec w Polsce, położona w województwie mazowieckim w powiecie lipskim w gminie Rzeczniów.
W latach 1975–1998 Poduchowny  administracyjnie należały do województwa kieleckiego.
Wierni Kościoła rzymskokatolickiego należą do parafii św. Mikołaja w Grabowcu.